# Provinz General Carrera
Die Provinz General Carrera (spanisch Provincia de General Carrera) ist eine Provinz in der chilenischen Región de Aysén. Die Hauptstadt ist Chile Chico. Beim Zensus 2017 lag die Einwohnerzahl bei 7531 Personen.

## Gemeinden
Die Provinz General Carrera gliedert sich in zwei Gemeinden:
- Río Ibáñez
- Chile Chico